# Hasenwinkel
Der Hasenwinkel ist eine Region in Südostniedersachsen.
Er bildete bis zur Niedersächsischen Gebietsreform (1972) den Südzipfel des damaligen Landkreises Gifhorn. 
Bis zum heutigen Tage ist der Hasenwinkel geteilt.
Vieles erinnert an die Zusammengehörigkeit, wie z. B. der Schulzweckverband Hasenwinkel zwischen den Städten Wolfsburg und Königslutter am Elm, das Hasenwinkelhaus in Rennau und auch die enge Verbundenheit der Vereine und Verbände von Rhode und Ahmstorf.

## Hasenwinkel im Gebiet der kreisfreien Stadt Wolfsburg
Der nordwestliche Teil des Hasenwinkels gehört seit dem 1. Juli 1972 zur Stadt Wolfsburg und umfasst folgende Stadtteile:
- Hattorf
- Heiligendorf
- Barnstorf
- Hehlingen
- Almke
- Neindorf

## Hasenwinkel im Gebiet des Landkreises Helmstedt
Der östliche Teil des Hasenwinkels gehört seit dem 1. März 1974 zum Landkreis Helmstedt und bildet seitdem die Gemeinde Rennau mit ihren Ortsteilen 
- Ahmstorf
- Rennau
- Rottorf am Klei.

Der südliche Teil des Hasenwinkels gehört seit dem 1. März 1974 zum Landkreis Helmstedt und bildet heute die Nordostspitze der Stadt Königslutter am Elm mit den Ortsteilen
- Klein Steimke
- Ochsendorf
- Bisdorf
- Rhode
- Uhry
- Beienrode.